# Département de Famatina
Le département de Famatina est une des 18 subdivisions de la province de La Rioja, en Argentine.
D'une superficie de 4 587 km2, sa population s'élevait à 6 371 habitants en 2001 (estimée à 6 819 habitants en 2007). Son chef-lieu est la ville de Famatina.